# Benátský arzenál

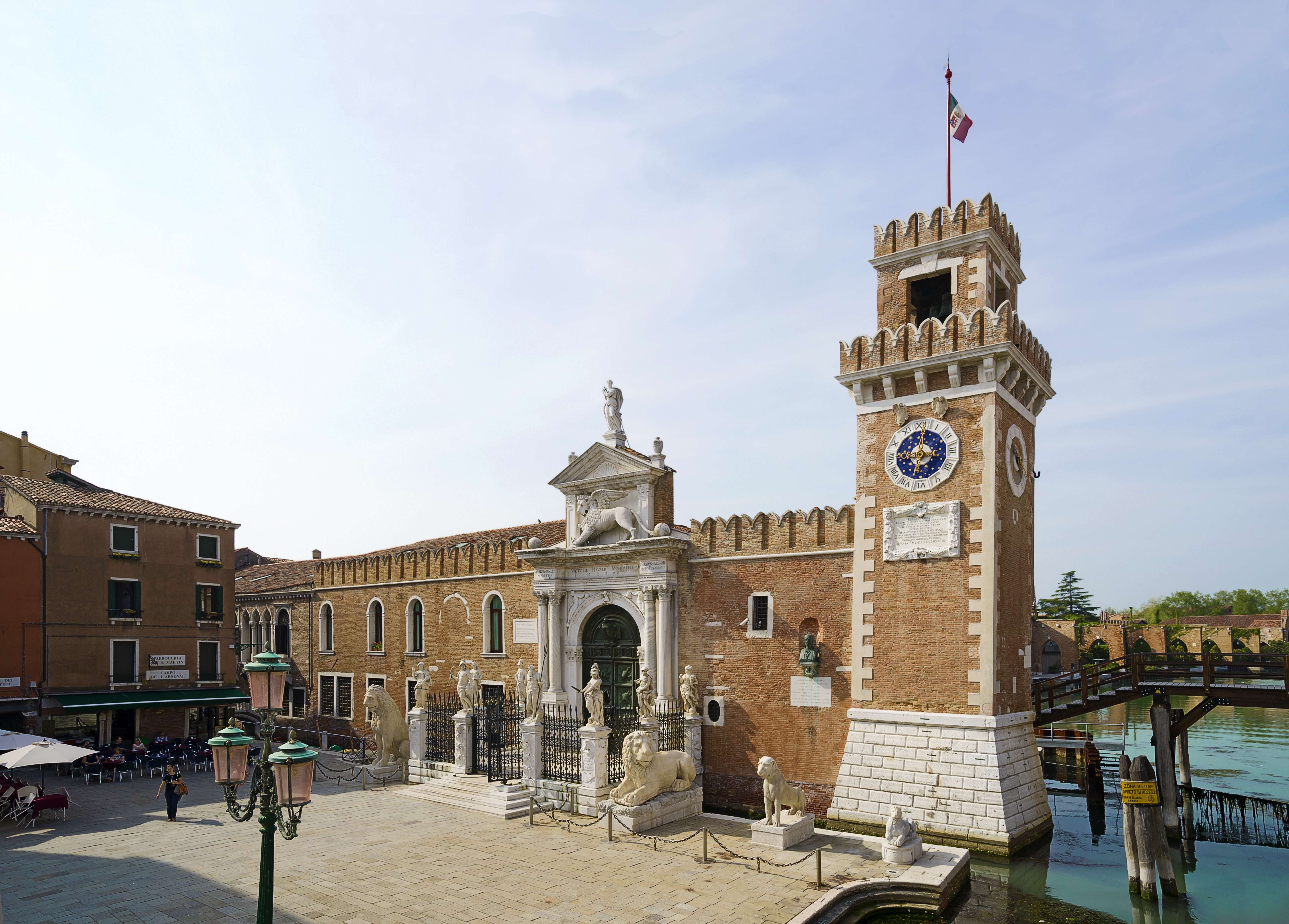
Vchod do Benátského arzenálu (Porta di Terra)

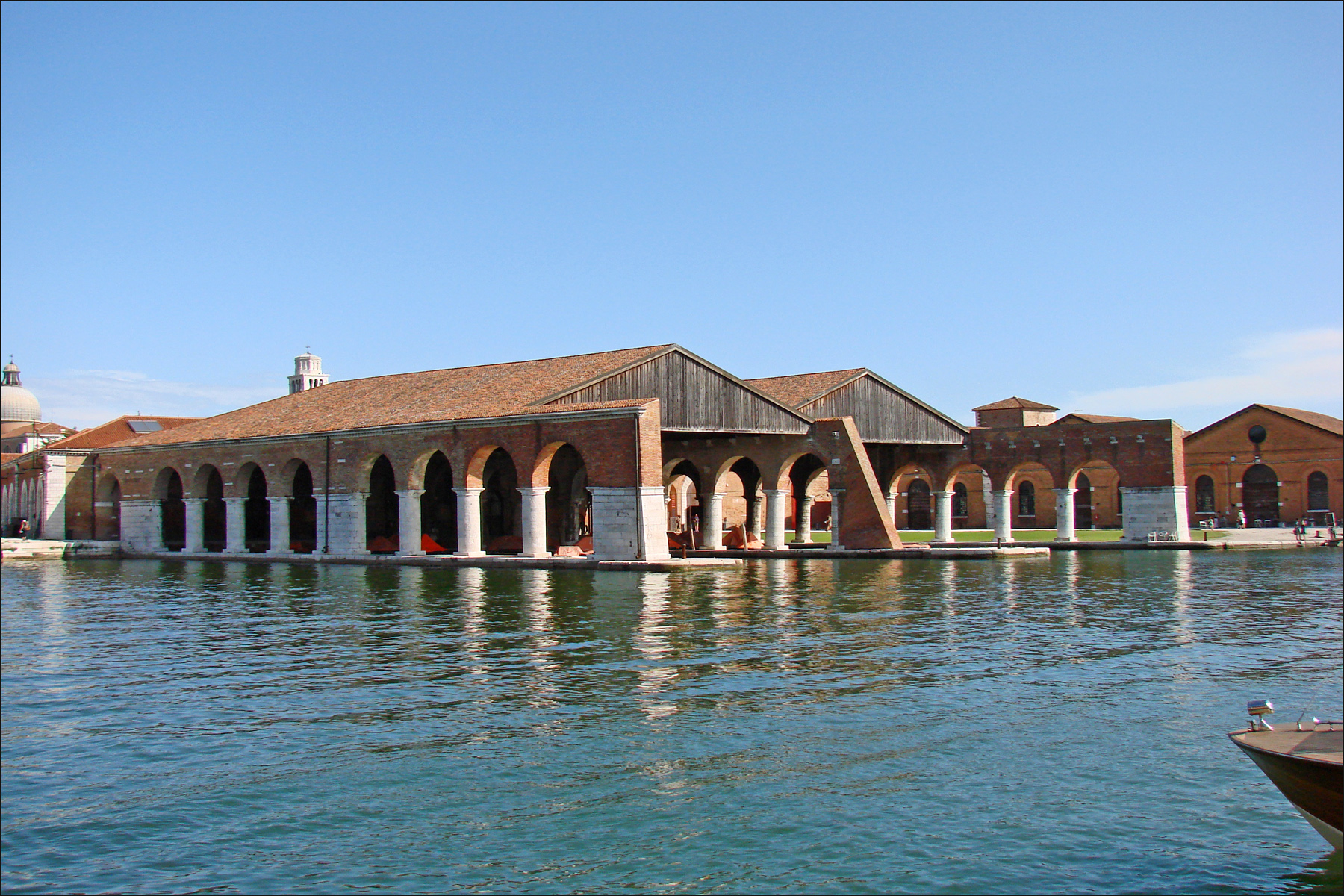
Pohled na Starý arzenál s doky Gaggiandre

Benátský arzenál (italsky Arsenale di Venezia) je rozsáhlý starobylý komplex loděnic a dílen na východě ostrovního města Benátky. Od 12. století byl srdcem benátského loďařského průmyslu a je spojen s nejúspěšnějším obdobím života Benátské republiky: díky impozantním lodím, které zde byly postaveny, mohla republika bojovat proti Osmanům v Egejském moři a obchodovat až na severu Evropy. Arzenál byl obklopen tříkilometrovou zdí z červených cihel s cimbuřím a zaměstnával v době největšího rozkvětu až 16 tisíc lidí. Pro jeho velikost, stáří a důmyslnost konstrukce i systému výroby (lodě byly stavěny systémem montážní linky již počátkem 16. století) jej lze považovat za jeden z prvních skutečných průmyslových komplexů Evropy.
Arzenál je jedinečným příkladem loděnice a zbrojovky, která si po sedm století i po úpadku Benátské republiky zachovala podobný charakter a stejnou funkci. Vlastnictví většiny arzenálu přešlo od roku 2013 na magistrát Benátek, zatímco zbytek zůstává italskému námořnictvu přítomnému v oblasti se svým Institutem námořních vojenských studií a Muzeem námořní historie. Asi čtvrtinu rozsáhlého komplexu využívá Benátské bienále pro své výstavy současného umění.
Název komplexu pravděpodobně vznikl z arabského دار الصناعة (dār aṣ-ṣināʿa), což znamená dům řemesel, tedy manufaktura. Z něho v benátském dialektu vznikl termín darzanà. Odtud pak slovo v podobě arsenale přešlo do italštiny a z ní do dalších evropských jazyků včetně češtiny.

## Popis

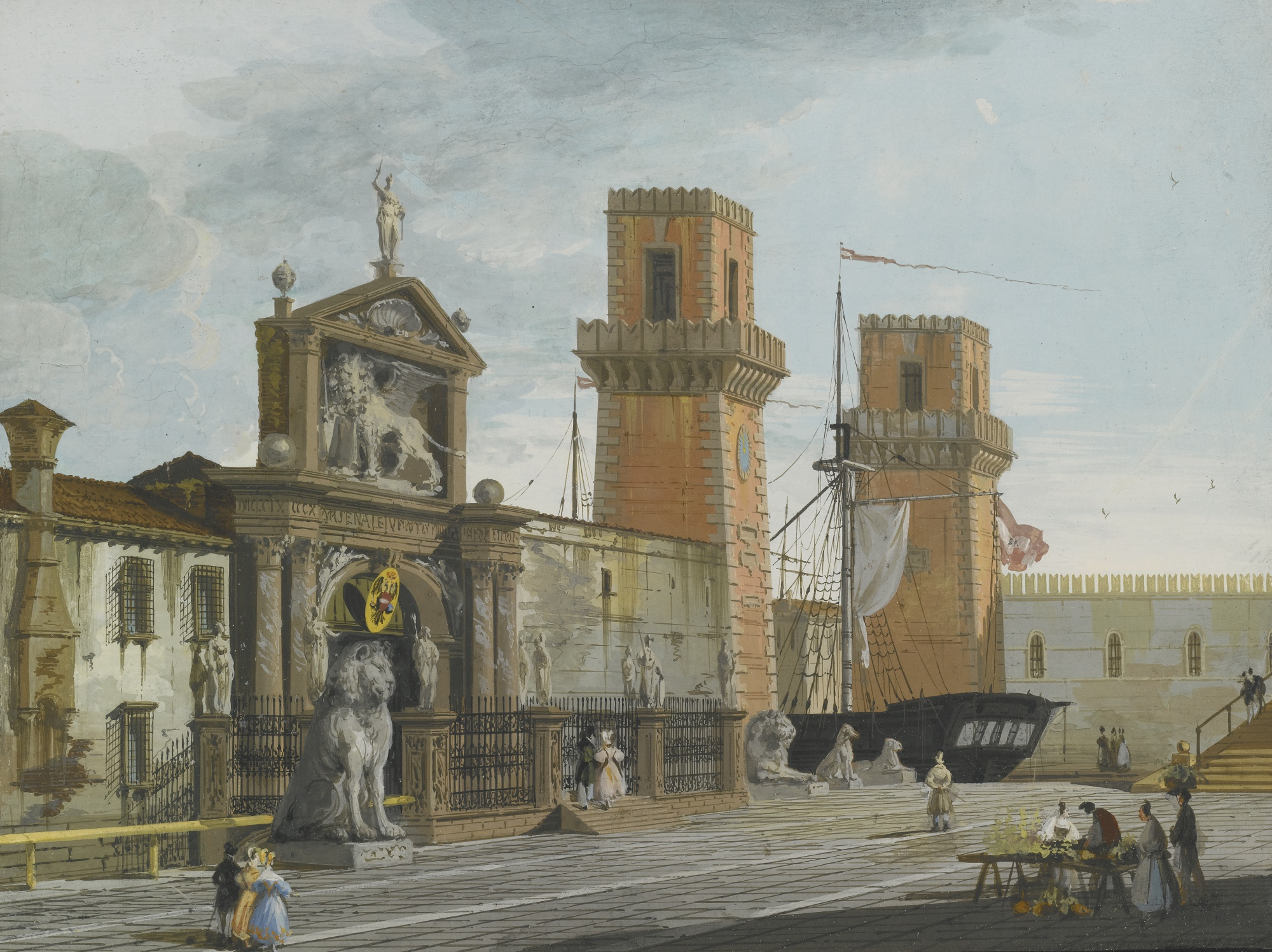
Arzenál v roce 1835 (Giuseppe Bernardino Bison)

Benátský arzenál je jedním z nejstarších námořních arzenálů Itálie. Před nástupem středověku a vznikem námořních republik byl jediným stabilním námořním arzenálem na Apeninském poloostrově řecký arzenál v Syrakusách. Římané neměli skutečné stabilní námořní arzenály, protože lodě stavěli pouze v případě potřeby: na březích Tibery měli pouze dvě navalia, vojenské přístavy, jeden na Martově poli a druhý na úpatí Aventina.
Benátský arzenál díky své organizaci o několik století předběhl moderní koncepci továrny, chápané jako výrobní komplex, ve kterém specializovaní pracovníci provádějí postupně jednotlivé operace na výrobku na montážní lince a za použití standardizovaných komponent. Je nejvýznamnějším příkladem velkého výrobního komplexu s centralizovanou strukturou předindustriální ekonomiky.
Plocha Arzenálu činí 48 hektarů (15 % rozlohy města). Z toho je 13,6 ha krytých ploch, 22,4 ha nekrytých a 11,7 ha vodní hladiny. Působil zde k tomu zvláštní cech vojenských dělníků, tzv. arsenalotti, jejichž počet dosahoval v období plné výrobní činnosti průměrného denního počtu  1500–2000 lidí (s maximem 4500-5000 zapsaných v Knize pracujících, tj. od 2 % do 5 % veškeré tehdejší městské populace, jež činila asi 100 tisíc obyvatel).

## Dějiny

### Počátek

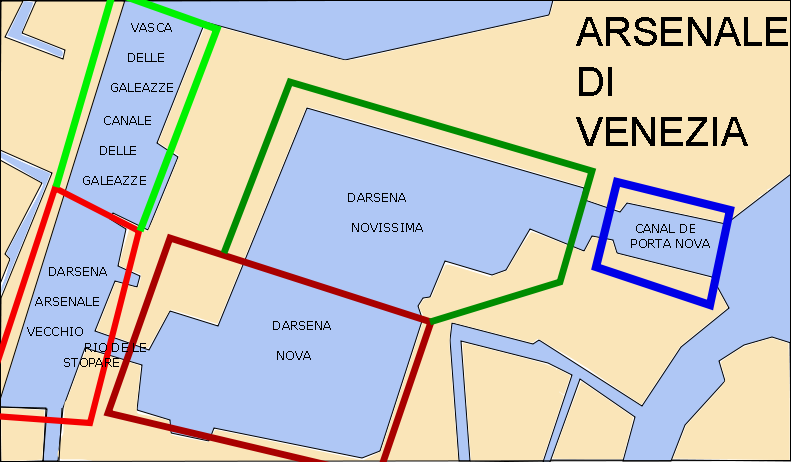
Rozvoj arzenálu: Arsenale Vecchio (nejstarší), Arsenale Nuovo (1305), Arsenale Nuovissimo (1473), Canale delle Galeazze (1564) a Canale di Porta Nova (1810)

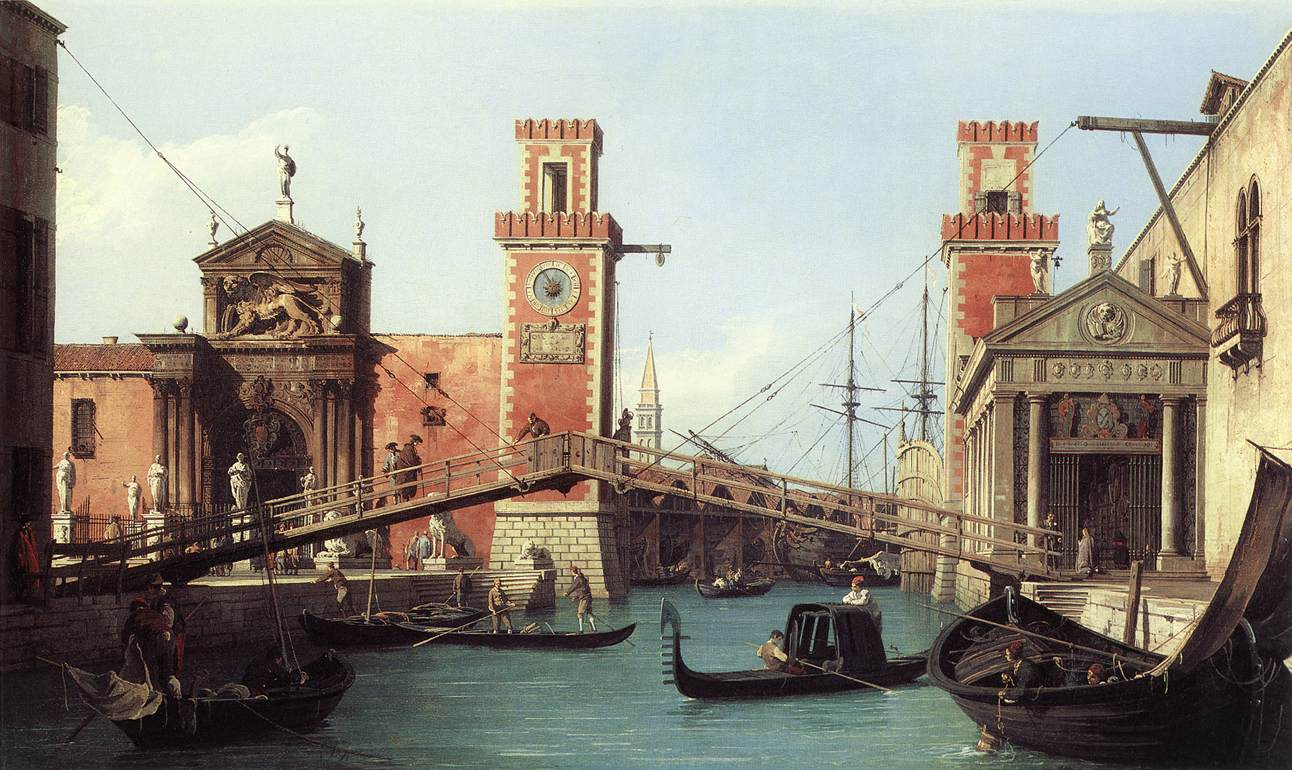
Vstup do Arzenálu (Canaletto, 1732)

Benátský arzenál vznikl z potřeby stavět více lodí, což byla strategická činnost pro námořní mocnost usilující ovládat část Středozemního moře. Umístit arzenál mezi klášterním obvodem San Pietro di Castello a farností San Giovanni in Bragora bylo rozhodnuto kvůli dostupnosti velké vodní pochy i kvůli tomu, že poblíž se nacházelo přístaviště vorů, které po řece Piavě dopravovaly potřebné dřevo do Benátek. Není známo přesné datum vzniku: informace, že Arzenál byl založen roku 1104, pochází z pamětní medaile vyrobené až v 19. století.

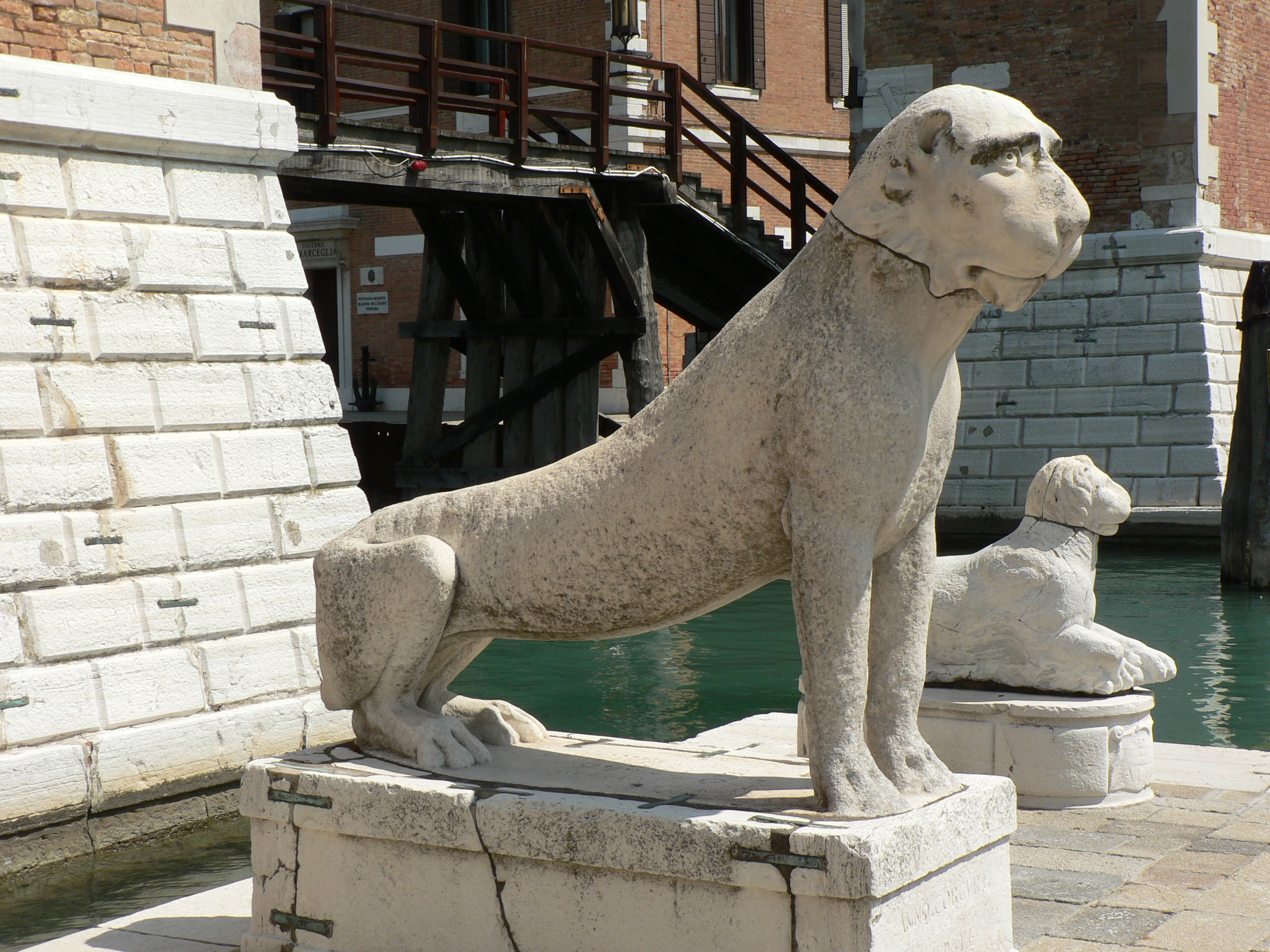
Archaický lev z Délu s hlavou nepatřící k tělu poblíž monumentálního vchodu do arzenálu. Jde o válečnou kořist Morosiniho.

Nejstarší část, Arsenale Vecchio (Starý arzenál), však vznikla až ve druhé polovině 12. století; nejstarší písemný doklad pochází z roku 1220 a je jím Chronologia Magna, která svědčí o tom, že komplex, obklopený cimbuřím, sestával ze dvou řad squeri (krytých dvorů) po obou stranách Starého doku, propojených s lagunou (v oblasti Bacino San Marco) pouze úzkým kanálem. Malá velikost areálu ve 13. století byla úměrná tehdejším potřebám města: sezónní údržba malé námořní flotily, zásobárna dřeva (postavena v roce 1265) se skladem konopí a depozitář nástrojů a zbraní z roku 1278.
K prvnímu rozšíření Arsenale Vecchio došlo kolem roků 1225 až 1304 připojením oblasti na východ od opevněné oblasti. Byly také vybudovány paláce Pekla, Očistce a Ráje (zrekonstruované v 15. století), kde sídlili členové Reggimento dell'Arsenale, orgánu, který měl za úkol Arzenál řídit a kontrolovat. Tvořili ho tři benátští patricijové, kteří dostávali mandát na 32 měsíců. V té době Arzenál také popisuje Dante ve 21. zpěvu svého Pekla (překlad Jaroslava Vrchlického): 

Jak v zimě ve zbrojnici Benátčané
si vaří smůlu tak, až musí žhnouti,
by vysmolili lodě porouchané,

A proto v době, když nemohou plouti,
ten novou robí loď a ten cpe čile
své lodi dužiny po mnohé pouti;

Ten na předku, ten v zadním kuje díle,
ten vesla dělá a ten točí lana,
ten s větší plachtou a ten s menší píle:

Ne oheň zde, však božská, svrchovaná
moc tady vaří spousty smoly vřele,

jíž břehu každá strana lemovaná.

Později, asi mezi lety 1304 a 1322, byla postavena první manufaktura Corderie della Tana (Casa del canevo) na výrobu lan a budova Volto del Bucintoro (zastřešené kotviště ceremoniální lodi Bucintor) na Starém doku. V oblasti zvané Tana le corderie, několikrát přestavované, se v průmyslovém měřítku vyráběla námořní lana, tehdy drahocenné zboží, s nejnižšími možnými náklady a s výhodou nezávislosti na třetích stranách v případě války. Surovina (konopí, používané také pro těsnění trupů lodí) pocházela hlavně z ústí řeky Don v Azovském moři, kde Benátčané měli důležité obchodní dohody. Systém zaručoval absenci odpadu: lana se vyráběla na míru, takže nevznikaly odstřižky. To zajistilo úspory a umožnilo prodávat lana za nižší cenu.

### Rozšíření 14. až 16. století

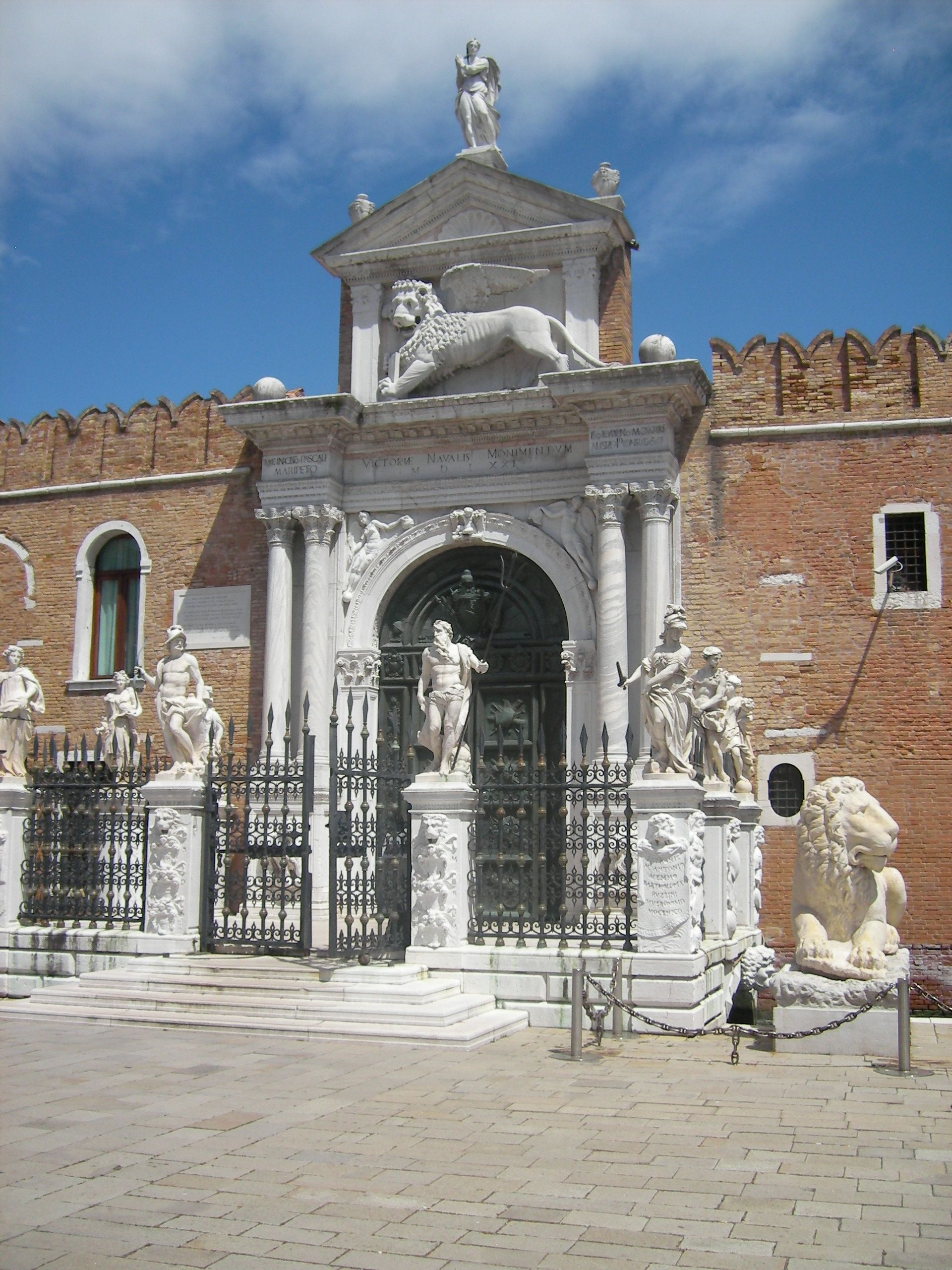
Brána Porta di terra.

Ve 14. až 16. století Arzenál obklopený aurou tajemství vyráběl galeje a od první poloviny 16. století velké galéry, zvětšenou verzi vyzbrojenou děly a arkebuzami. Jeho výrobky zajistily vítězství křesťanů v bitvě u Lepanta roku 1571 a staly se motorem rozvoje Benátek. Agilní flota galér a galejí, které tvořily námořní síly republiky, se nazývala Armata sottile. Později se připojila těžší Armata grossa větších lodí vybavených jen plachtami (barze a galeony) a vyzbrojených děly větší ráže; obvykle šlo o nákladní lodě pronajaté státem.
Druhé velké rozšíření arzenálu proběhlo v letech 1325-26 v souvislosti s rostoucími námořními potřebami města: byla připojena vodí plocha Lago di San Daniele (u stejnojmenného kláštera východně od Arzenálu) a další bažinaté či písčité pozemky a byl postaven Nový dok (Darsena Nuova), který se tak rozrostl na 138,6 ha. Byl přistavěn Stradal de Campagna (jižní část Nového arzenálu), kde byla vybudována výroba vesel a sklady smoly, lan, takeláže, dřeva, hřebíků, kotev a řetězů. Ve stejném období byl otevřen nový kanál Rio delle Stoppare spojující Darsena Vecchia a Darsena Nuova. Hradby Arsenale Vecchio byly v roce 1329 rozšířeny západním směrem. V roce 1344 byly dokončeny stavební práce na severním břehu Darsena Nuova, v opevněné oblasti zvané Isolotto.
Později, v letech 1377 až 1440, byl v oblasti Campagna postaven Prašný dům (Casa della polvere) vybavený mlýnským kamenem a dvěma věžemi pro kontrolu přístupu po vodě z veřejné části vodní plochy. Tyto věže měly také funkci jeřábů pro nakládání nejtěžších břemen na galeje. Slévárna byla postavena kolem roku 1390. V roce 1440 došlo k vážné nehodě: Prašný dům explodoval, což způsobilo rozsáhlé škody na budovách Arsenale Nuovo, a proto bylo nutné zahájit novou fázi prací. V letech 1443 až 1449 byly v oblasti Campagna přestavěny domy a dílny a byly vybudovány nové loděnice na jižním břehu Arsenale Nuovo.
Po pádu Konstantinopole (1453) se osmanská flota ve východním Středomoří stala hrozbou, a proto byl Arzenál významně posílen co do zbrojní i lodní produkce; na památku těchto prací byla vztyčena monumentální brána Porta di Terra (Brána Země) neboli Porta Magna (Velká brána). Vznikla v letech 1457 až 1460 podle vzoru římských vítězných oblouků jako první stavba renesanční architektury ve městě. Loděnice na západ od Starého doku byly obnoveny a přestavěny v letech 1453 až 1456; v letech 1456-58 byly přidány zastřešené doky (volti d'acqua) a řada souvislých pozemních hal (volti da terra) jižním břehu Nového doku. Dochovalo se jejich vyobrazení v perspektivním pohledu od Jacopa de' Barbari. Kolem roku 1460 byla také zahájena výstavba původního jádra zbrojíren a dělostřelecké dílny ve Stradal de Campagna.

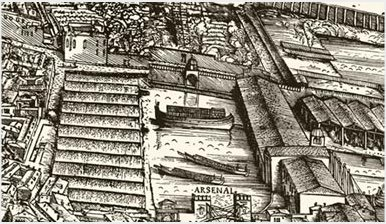
Detail vyobrazení Benátek od Jacopa de' Barbari (1500) v oblasti Arsenale Vecchio s lodí Bucintoro

Počínaje rokem 1473 a po celé století až do roku 1573 probíhala třetí hlavní fáze vývoje arzenálu, v níž došlo k poslednímu rozšíření sloučením různých okolních bažinatých pozemků, výstavbou obydlí pro dělníky mimo areál, pecí a skladů obilovin, doků (Darsena Nuovissima, Nejnovějsí dok) a přístavišť, což vedlo k tomu, že arzenál pokrýval plochu téměř 24 hektarů. Architektonicky zajímavý je suchý dok Squero delle Gaggiandre, postavený v 1573 zřejmě podle návrhu Jacopa Sansovina.
Základy pro Darsena Nuovissima byly dokončeny (podle veduty Jacopa de' Barbari) v letech 1476-80 a kolem roku 1508 na tomto místě začala stavba nádvoří a hal, dokončená kolem roku 1545. V roce 1516 byly otevřeny kanály spojující pily doků Darsena Nuova a Nuovissima a kanál Bucintoro mezi Darsena Vecchia a Nuova.

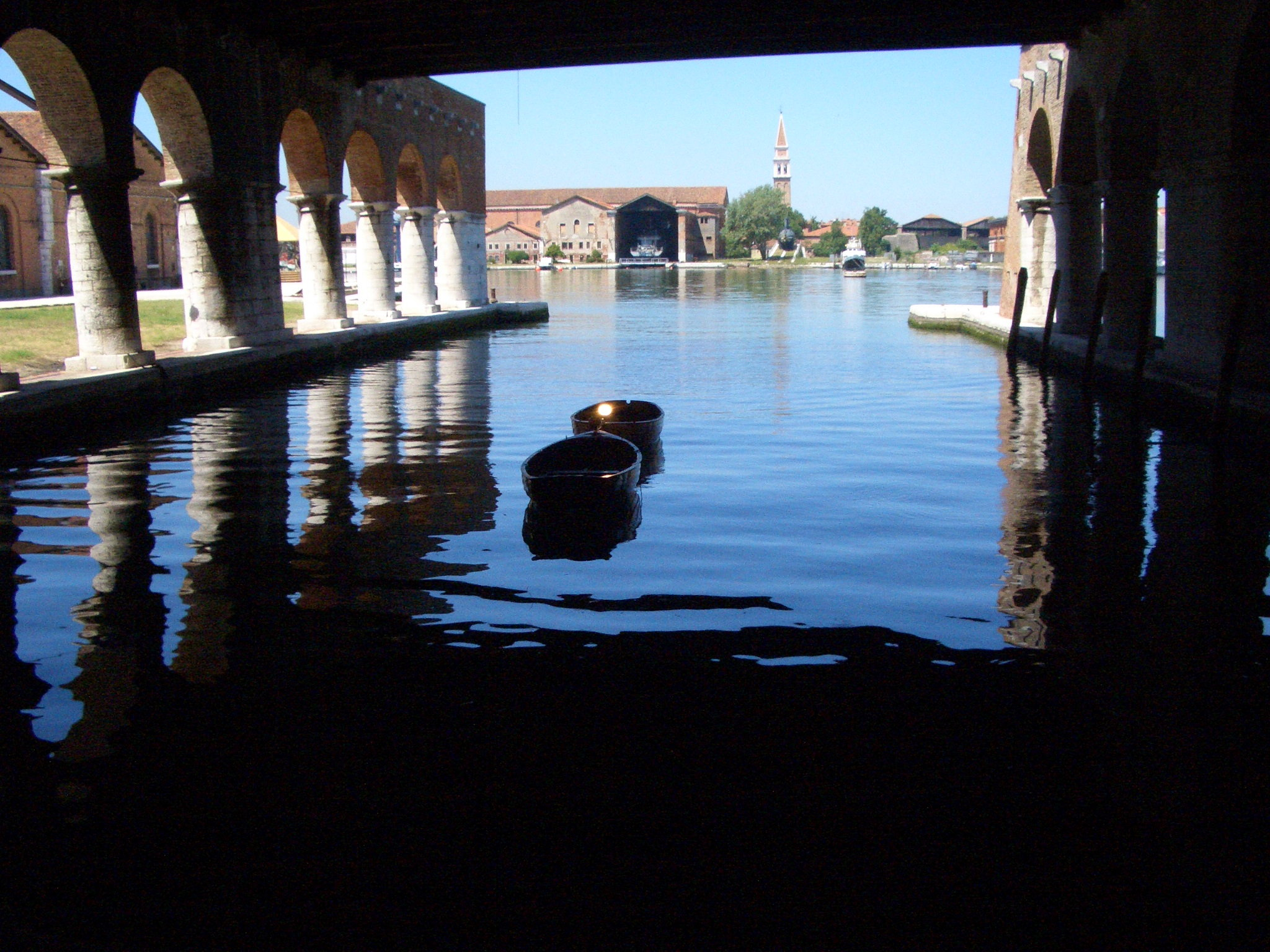
Dok Gaggiandre, připisovaný Jacopovi Sansovinovi.

Po válce ligy z Cambrai a Svaté ligy (1508 - 1516) byla za účelem posílení armády od roku 1518 obnovena stavební činnost v oblasti Arsenale Nuovissimo; pro podporu zpracování železa a výrobu bronzových děl byly v letech 1524 až 1526 postaveny nové slévárny vedle velké továrny na provazy; slévárny byly rozmístěny v pěti budovách oddělených od sebe úzkými průchody, aby se zabránilo šíření případných požárů; největší pec dokázala roztavit několik tun kovu. V letech 1525 až 1528 byla dokončena stavba západního ramene doku zvaného Novissimetta; v roce 1528 začala stavba hradeb a strážních věží v severní části arzenálu.
V letech 1535 až 1540 se odehrává čtvrtá fáze expanze arzenálu, a to připojením oblasti vlastněné klášterem Celestia na severozápadním konci Arsenale Nuovissimo, kam byly umístěny činnosti související se zpracováním a skladováním střelného prachu; oblast byla připojena k Arsenale Vecchio v roce 1564 poté, co získal další pozemky od stejného kláštera, což zvětšilo již tak velkou oblast věnovanou střelnému prachu z 5000 na 7800 m². Kolem roku 1555-56 dostalo kotviště Volto del Bucintoro novou čelní zeď, která ho rozšířila tak, aby se sem vešla ceremoniální loď Bucintoro, přestavěná v letech 1525 až 1526. V letech 1561 až 1564 byla poblíž hradeb s výhledem na Rio di San Daniele postavena dílna výrobců děl - budova dlouhá asi 180 m, existující dodnes - a zbrojnice z patnáctého století byla přestavěna. Úzká spolupráce mezi dělostřelci, kovolitci a výrobci střelného prachu, v Arzenálu i mimo něj, přispěla k úspěchu benátského zbrojního průmyslu, který byl na prvních místech v Evropě po téměř dvě století a vyvinul nové zbraně, jako jsou moždíře střílející pod vysokým úhlem, obrovské obléhací bombardy, i lehčí děla jako kolubriny a falkonety. Dekret Rady deseti a Provveditore alle artillerie z roku 1565 výslovně zmiňuje přítomnost „dělostřeleckých továren“ (fabbriche d'artiglieria) rozmístěných v různých prostorách Arzenálu.

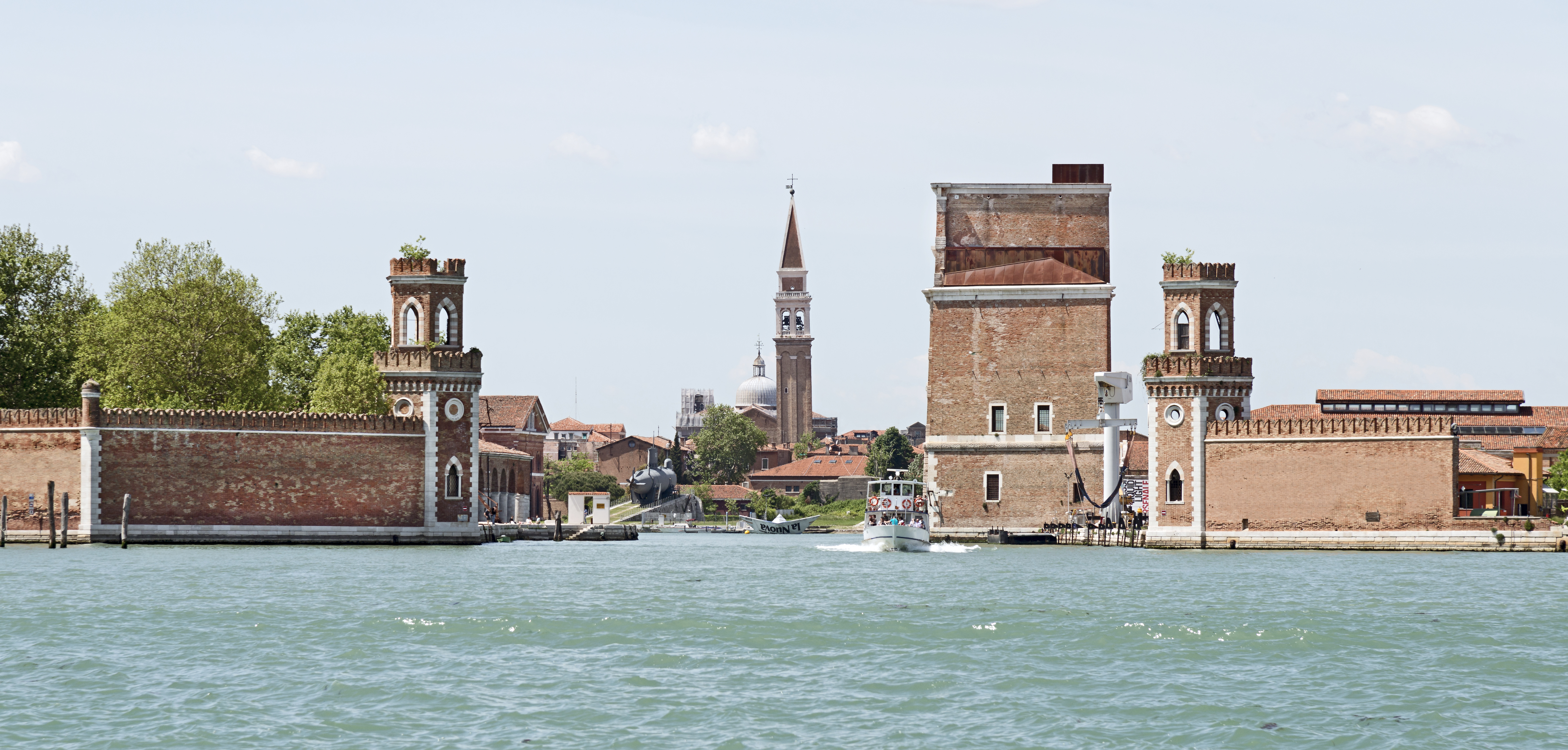
Přístup z kanálu Porta Nova s věžemi.

Mezi 1566 a 1573 proběhla poslední fáze stavebních prací v Arsenale Nuovissimo, s novými krytými halami na Isolotto a dvěma velkými krytými doky Gaggiandre (1573); v letech 1566 až 1568 byl postaven sklad dřeva tezon delle sieghe obrácený na západ, směrem ke kanálu Galeazze a vedle Novissimetta, kde se nachází budova Squadratori a malá nádrž na konzervaci dubového dřeva. V roce 1569 došlo v oblasti Celestie k mohutné explozi střelného prachu, která značně poškodila Arzenál i klášter Celestia. Páté rozšíření se datuje do stejného období, s vyhloubením doku pro galeasy, krytých loděnic pro stavbu tohoto nového typu bitevního plavidla, které se ukázalo jako rozhodující pro vítězství v bitvě u Lepanta v roce 1571.
Stavba chrámku Madonna dell'Arsenale proběhla roku 1577. Přiléhal k východní věži vodní brány Arzenálu a byl zbořen v roce 1809. Pravděpodobně v letech 1579 až 1785 architekt Antonio da Ponte přestavěl budovu Corderie; v roce 1591 byl postaven monumentální přístupový portál zbrojovky a výrobny děl, který uzavíral cestu Stradal de Campagna.

### 17. a 18. století

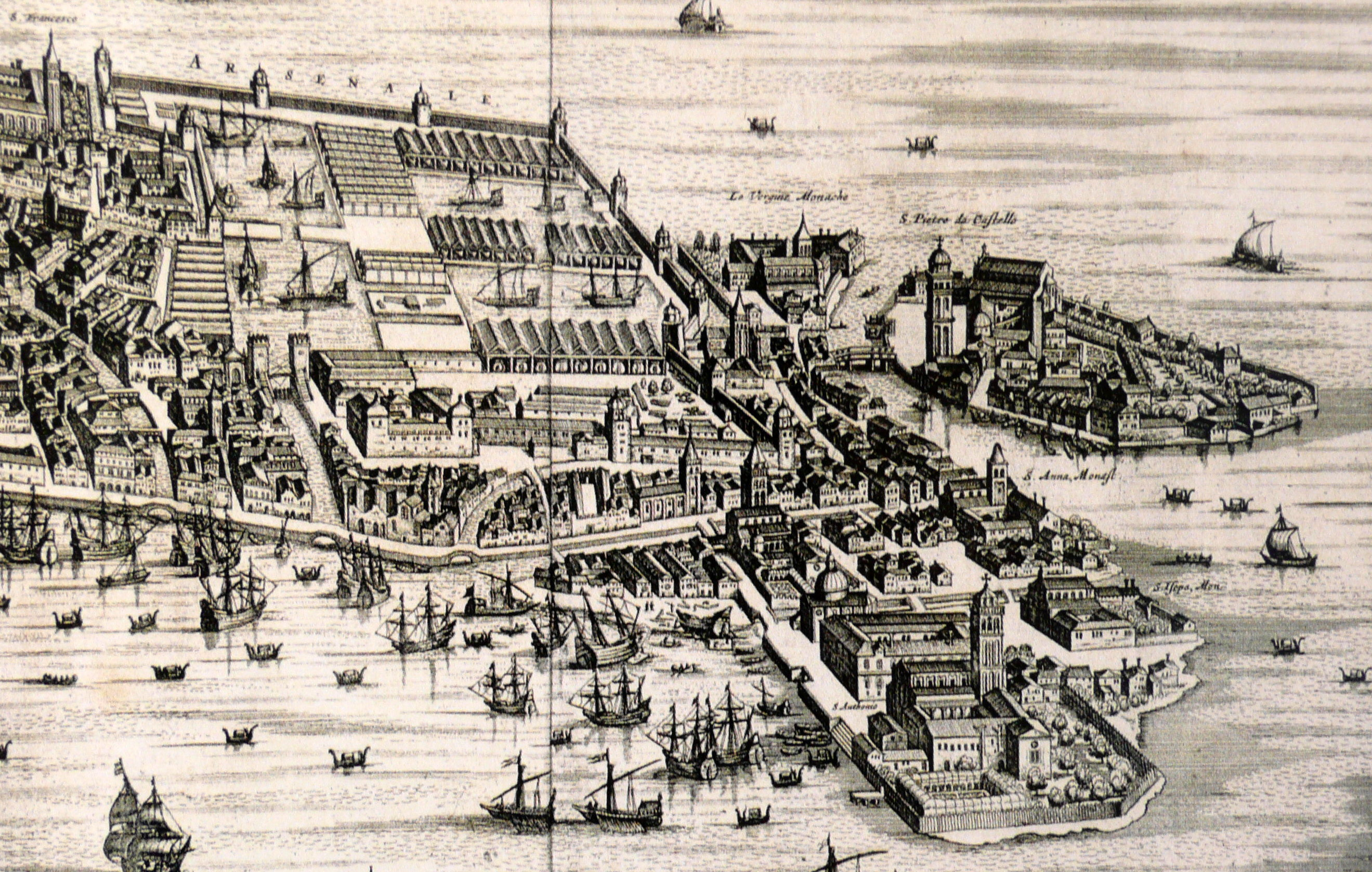
Pohled na Arzenál z roku 1724

V průběhu 17. století došlo k důležité proměně námořní techniky, na kterou Arzenál reagoval postupným přizpůsobováním svých struktur: systém doků a kanálů byl přepracován podle nových požadavků. První stavba válečné lodi severoevropského typu se uskutečnila v roce 1667. V letech 1684 až 1745 byly zvednuty střechy loděnic na západním břehu Arsenale Nuovissimo a Novissimetta kvůli stavbě nových velkých plavidel. Mezi lety 1686 a 1692 byl kanál vedoucí do Arzenálu rozšířen, aby se usnadnil průjezd lodí, a proto byly zbořeny a nově postaveny dvě věže z třináctého století. Řemeslníci z Arzenálu byli tak vyhledávaní, že sám ruský car Petr I. Veliký požádal dóžete, aby mu poslal různé odborníky na stavbu galér v rámci přípravy na rusko-tureckou válku v Azovském moři.
Kolem roku 1750 byla na východním břehu kanálu Galeazze postavena budova Squadratori podle návrhu Giuseppe Scalfarotta; v roce 1778 byla v jednom z dvorů sousedících s touto budovou postavena Sala dei modelli (Sál modelů), navržená Gianem Marií Maffiolettim, spolu se Simonem Straticou zakladatelem a ředitelem školy námořní architektury, jež byla v Evropě 18.-19. století jedinečná.
I když benátská námořní převaha již skončila, Arzenál zůstal velmi důležitý, a to i pro navazující průmyslová odvětví. Dodávky konopí, nepostradatelné pro výrobu provazů, rozvinuly především v regionu Emilia do průmyslových rozměrů celý výrobní cyklus od pěstování až po zpracování.

### Francouzská a rakouská nadvláda

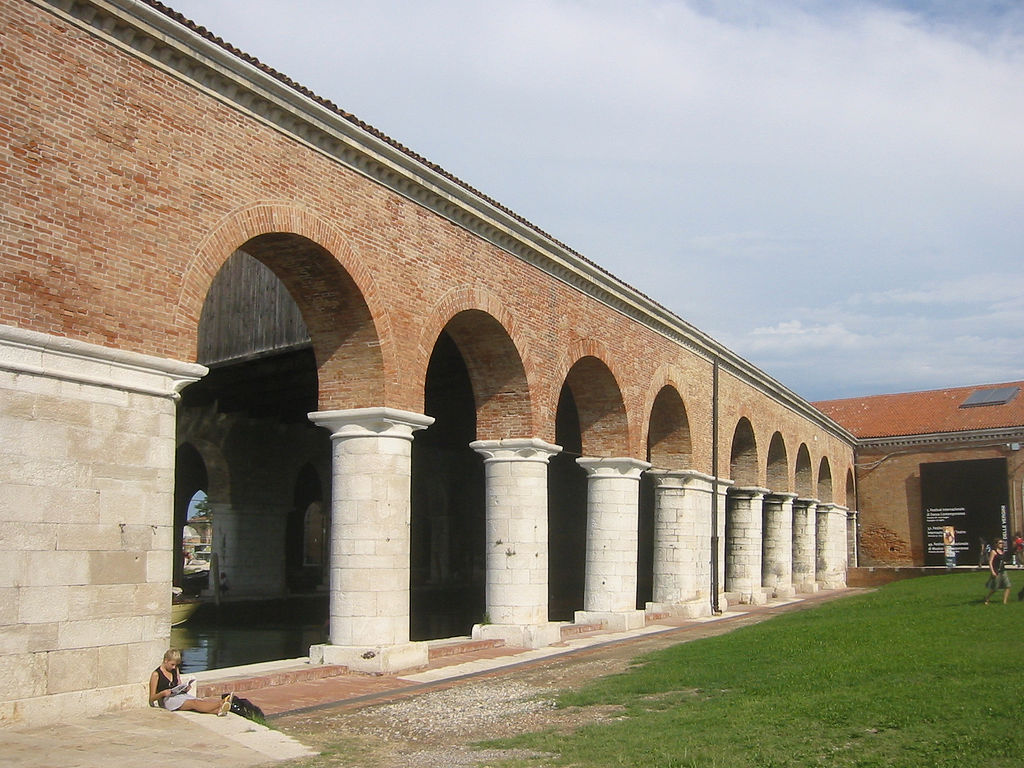
Pohled na dok Gaggiandre

Po smlouvě z Campo Formio (1797), kterou zanikla Benátská republika, vstoupila francouzská vojska do města, vyplenila Arzenál a zabavila děla i další zbraně. Vybrané zejména střelné zbraně byly přepraveny přes Alpy do Francie, zbytek byl roztaven. Roztavena byla i sbírka více než 5000 historických zbraní, zejména děl, uložená ve zbrojnici-muzeu jako chlouba arzenálu a výsledek mnoha vítězství Benátské republiky během staletí. Invalidovna v Paříži hostí slavné Musée de l'Armée, jedno z největších muzeí umění a vojenské historie světa, které vystavuje i 36librové bronzové dělo benátské výroby, jež nebylo určeno pro vojenské použití a bylo vyrobeno na oslavu spojenectví mezi královstvím Dánska a Norska a Benátské republiky, jejichž erby ho zdobí. Dělo z roku 1708 byla také ukořistěno během napoleonského plenění. V období první francouzské okupace, která trvala až do následujícího roku, Napoleon vyřadil všechny válečné lodě kromě těch, které převedl pod francouzskou flotu, a propustil všech 2000 zaměstnanců arzenálů. To také zrušilo rozdíl mezi obchodním a válečným námořnictvem, čímž došlo k demilitarizaci benátské flotily. Podle historika Mackaye Quynna byl poslední Bucintoro, vlajková ceremoniální loď spuštěná na vodu v roce 1728, spálen, aby Francouzi získali zlato z výzdoby, kterým by mohli zaplatit armádu. 
Pod vedením admirála markýze Amilcareho Paolucciho delle Roncole byl arzenál v letech 1798 až 1805, během první rakouské nadvlády, částečně přebudován. Poškozené lodě byly opraveny a byla znovu zahájena stavba lodí nových.

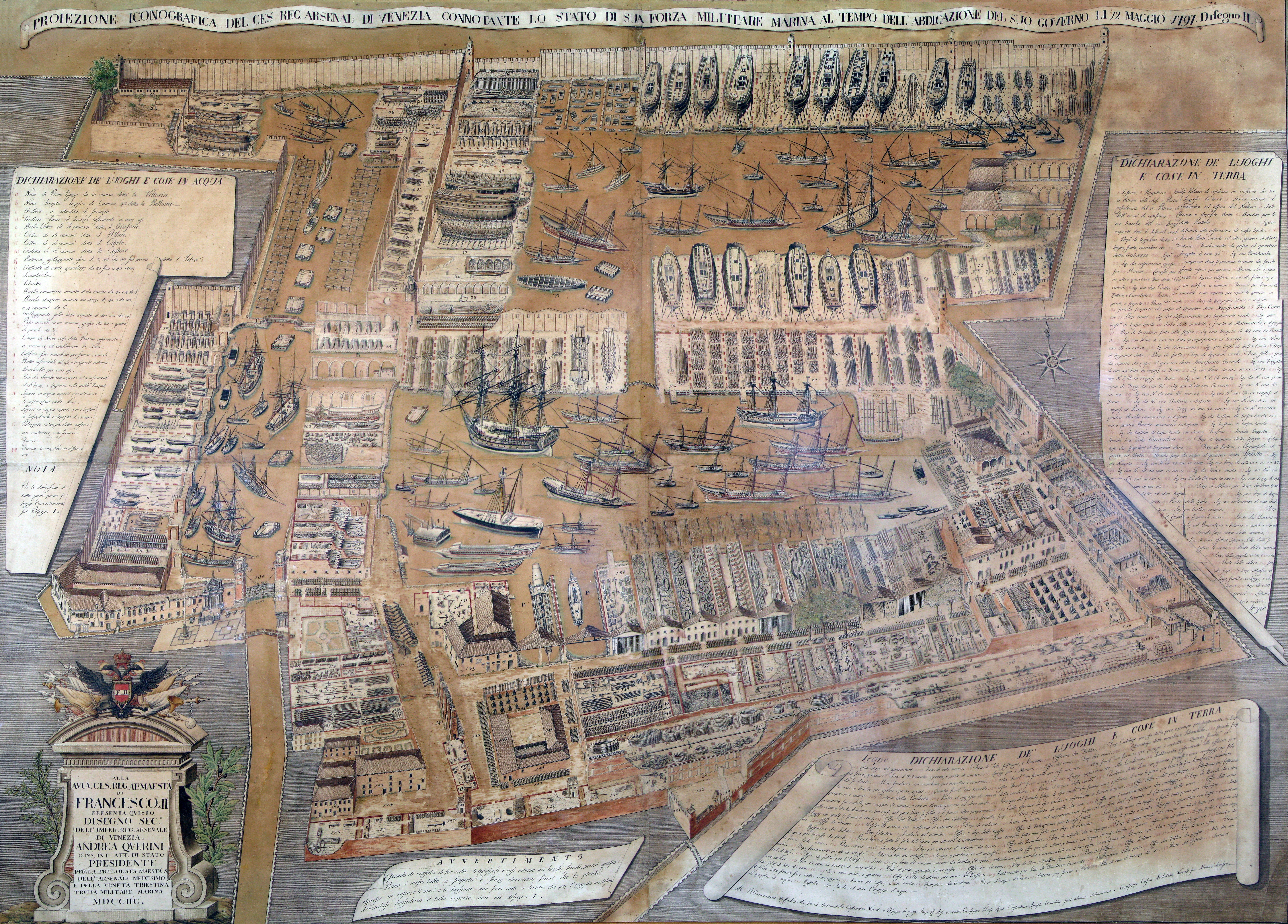
Pohled na Arzenál 12. května 1797, těsně před napoleonským pleněním (Gianmaria Maffioletti).

Následující napoleonské Italské království (1805-1814), jehož součástí se Benátky staly, používalo Arzenále jako hlavní námořní základnu císařského loďstva na Jadranu. Provedlo různé stavební úpravy, aby inovovalo pracovní činnost s cílem zvýšit její produktivitu a přizpůsobit ji francouzské metodě stavby lodí. V letech 1806 až 1810 byly zbořeny kryté loděnice na Isolotto směrem k Darsena Nuovissima a nahrazeny čtyřmi skluzy pro stavbu plavidel a byla otevřena nová vodní cesta směrem k San Pietro di Castello. Šesté rozšíření arzenálu v roce 1810 začlenilo komplex kláštera Celestia a otevřelo kanál Porta Nova na východ od Arsenale Nuovissimo, u něhož vznikla stejnojmenná věž navržená francouzským inženýrem Pierrem Lessanem.
V roce 1814, s pádem napoleonského italského království, se Benátsko vrátilo na dalších padesát let do Rakouského císařství a Arzenál se stal centrálou rakousko-benátského císařského námořnictva (Österreichische-Venezianische Kriegsmarine). V roce 1819 byla u vstupu Porta Nova umístěna uzavírací brána a byl přidán pohyblivý most spojující Gaggiandre a Nuovissimo. V roce 1821 bylo dokončeno opevnění v oblasti Celestia a v roce 1824 byla jihozápadní strana komplexu uzavřena novou zdí mezi dílnami na vesla a slévárnami.
Po určitém poklesu břehů bylo mezi lety 1828 a 1831 prohloubeno Rio dell'Arsenale; byly také opraveny základy dvou přístupových věží a sanována východní věž, poškozená demolicí kostelíka Panny Marie v roce 1809; roku 1828 byla postavena poslední část obvodové zdi na jižní straně kostela Celestia; v blízkosti sléváren byla v roce 1829 postavena budova gardových kasáren; stavby jižně od Arsenale Nuovo byly obnoveny a upraveny jako dílny, laboratoře a sklady. V letech 1835 až 1836 byly severně od staré zdi oddělující Arsenale Vecchio od Celestie postaveny dílny pro bednáře a výrobce vesel; mezi Arsenale Vecchio a jižní stěnou bednářské dílny byla postavena novogotická věžička podle návrhu Giovanniho Casoniho.

### Italské království
K poslednímu velkému rozvoji Arzenálu došlo během Italského království Savojské dynastie, jehož se Benátky staly součástí v roce 1866 po třetí válce za nezávislost. Italské království chtělo Arzenál obnovit jako důležitou námořní základnu severního Jadranu: Benátky byly vládou vybrány jako hlavní základna jadranské flotily na úkor Ancony, předchozího sídla jadranského námořnictva.
Sedmé a předposlední rozšíření Arzenálu se uskutečnilo v letech 1872 až 1878. Rozsáhlá přestavba upravila jeho vzhled a funkčnost podle obecného projektu vypracovaného Felicem Martinim. V letech 1872 až 1879 byl do komplexu zahrnut ostrova Vergini, kde vznikly dva uhelné sklady. V roce 1874 byl na jižní straně Velkých doků instalován Fairbairnský jeřáb. V letech 1874-75 byly zbořeny stavby v oblasti Novissimetta a část budovy Squadratori, aby bylo možné postavit dvě velká otevřená překladiště; mezi lety 1876 a 1880 byl ostrov Isolotto vyrovnán a tamní loděnice zbořeny. Po různých projektech, jak umožnit stavbu moderních železných lodí, byly propojeny vodní plochy doků Darsena Nuova a Nuovissima, čímž vznikla současná Darsena Grande, Velký dok. Současně byla úroveň terénu zvýšena asi o 70 cm. Významná byla projektová činnost Giuseppa Moranda, tehdejšího ředitele benátských ženistů. 
Kolem roku 1880 byla postavena budova pro inženýry ve Stradal Campagna a nové velitelství námořní základny, které nahradilo budovu všeobecných skladů; staré budovy v severní oblasti Nuovissima byly přestavěny na moderní dílny a sklady. V roce 1883 byl v loděnicích poblíž ostrova Isolotto instalován velký 160tunový hydraulický jeřáb Armstrong Mitchell. Kolem roku 1900 bylo oblasti Nuovissima postaveno nábřeží a přestavěny přilehlé budovy; navíc v oblasti doků byly vybudovány dílny na zpracování plechu. Výkop třetího suchého doku pro stavbu dreadnoughtů se datuje do let 1910-15.
K osmému a poslednímu rozšíření arzenálu došlo v roce 1916, kdy byla vybudována oblast Casermette, řada malých budov v úzkém trojúhelníku země mezi hradbami a břehem sloužících jako ubytování pro posádky ponorek. V roce 1920 rozsáhlý požár ve Starém arzenálu zcela zničil šest starých budov na západní straně.
Během druhé světové války byl Arzenál obsazen německými jednotkami a vznikly tu četné protiletadlové bunkry ze železobetonu. .

### Po druhé světové válce
S koncem druhé světové války začal pomalý úpadek Arzenálu, který již nebyl schopen uspokojit potřeby moderního námořnictva. Stavba lodí byla postupně utlumena. Oblast zůstala pro civilní použití po desetiletí z velké části uzavřena a námořnictvo ji využívalo jen málo, protože v roce 1957 bylo velení vojenského námořnictva Horního Jadranu opět přeneseno do Ancony. Od konce 20. století však začaly pokusy Arzenál oživit, včetně některých kulturních aktivit. Revitalizace je obtížná vzhledem k rozlehlosti areálu. Některé velké budovy (Corderie, Artiglierie, Gaggiandre, Tese Cinquecentesche, Tese delle Vergini) byly roku 1999 předány Benátskému bienále pro výstavy současného umění; provozují se tu i další činnosti, například stavba lodí v malém rozsahu.
Od roku 2000 běží program zajištění bezpečnost a obnovy budov v severní části Arzenálu. Oblast Casermette, po mnoho let zpustlou, předalo námořnictvo v roce 2015 magistrátu pro vybudování nové soudní budovy. V roce 2003 vznikla organizace La Società Arsenale s cílem areál oživit, propagovat, rozvíjet a řídit důležité rekonstrukční projekty. V srpnu 2012 bylo rozhodnuto, že většina areálu bude převedena na magistrát Benátek, který má zajistit jeho nezcizitelnost a celistvost. Od 6. února 2013 tak město vlastní většinu Arzenálu (59 %, tedy 27,4 ha), zbytek zůstává majetkem válečného námořnictva (41 %, tedy 19,4 ha včetně vnitřní vodní plochy).